# Arne Reis
Arne Reis, född 4 oktober 1927 i Södertälje, död 13 oktober 1996, var en svensk jurist som var lagman i Ängelholms tingsrätt från 1980 till 1992.
Reis blev juris kandidat vid Stockholms högskola 1954 och genomförde tingstjänstgöring 1954-1956 innan han 1957 blev fiskal vid Göta hovrätt. Han blev tingsdomare i Norra och Södra Vedbo domsaga 1969. var rådman i Eksjö tingsrätt 1971-1978 och, blev hovrättsråd i Göta hovrätt. Han var tillförordnad lagman i Möre och Ölands tingsrätt 1979-1980 och lagman i Ängelholms tingsrätt 1980-1992.
Reis var son till tjänstemannen Herman Reis och hans maka Rut, född Sundvall. Han var från 1958 gift med Marie-Louise, folkskollärare, född Nilsson 1929.